# Zdeňka Baldová
Zdeňka Baldová (* 20. Februar 1885 in Böhmisch Trübau; † 26. September 1958 in Prag) war eine tschechische Schauspielerin.

## Leben
Während ihres Besuchs der Industrieschule lernte sie nebenher Sprachen und nahm Musikunterricht. Zunächst spielte sie in den Laientheatern Žižkovan und Pokrok mit, wurde dann 1907 am Vinohradské divadlo engagiert. Dort lernte sie den bedeutenden Regisseur und ihren künftigen Ehemann Karel Hugo Hilar kennen. Beide wechselten 1922 zum Nationaltheater Prag.
Bereits ein Jahr früher bekam sie ihre erste Rolle im Stummfilm Unbekannte Mütter (Neznámé matky). Da ihre Stärke jedoch die Sprache war, trat sie erst zahn Jahre später in der vertonten Filmkomödie wieder auf. Neben Theater und Film nahm sie auch Sprecherrollen im tschechoslowakischen Rundfunk an.

## Person

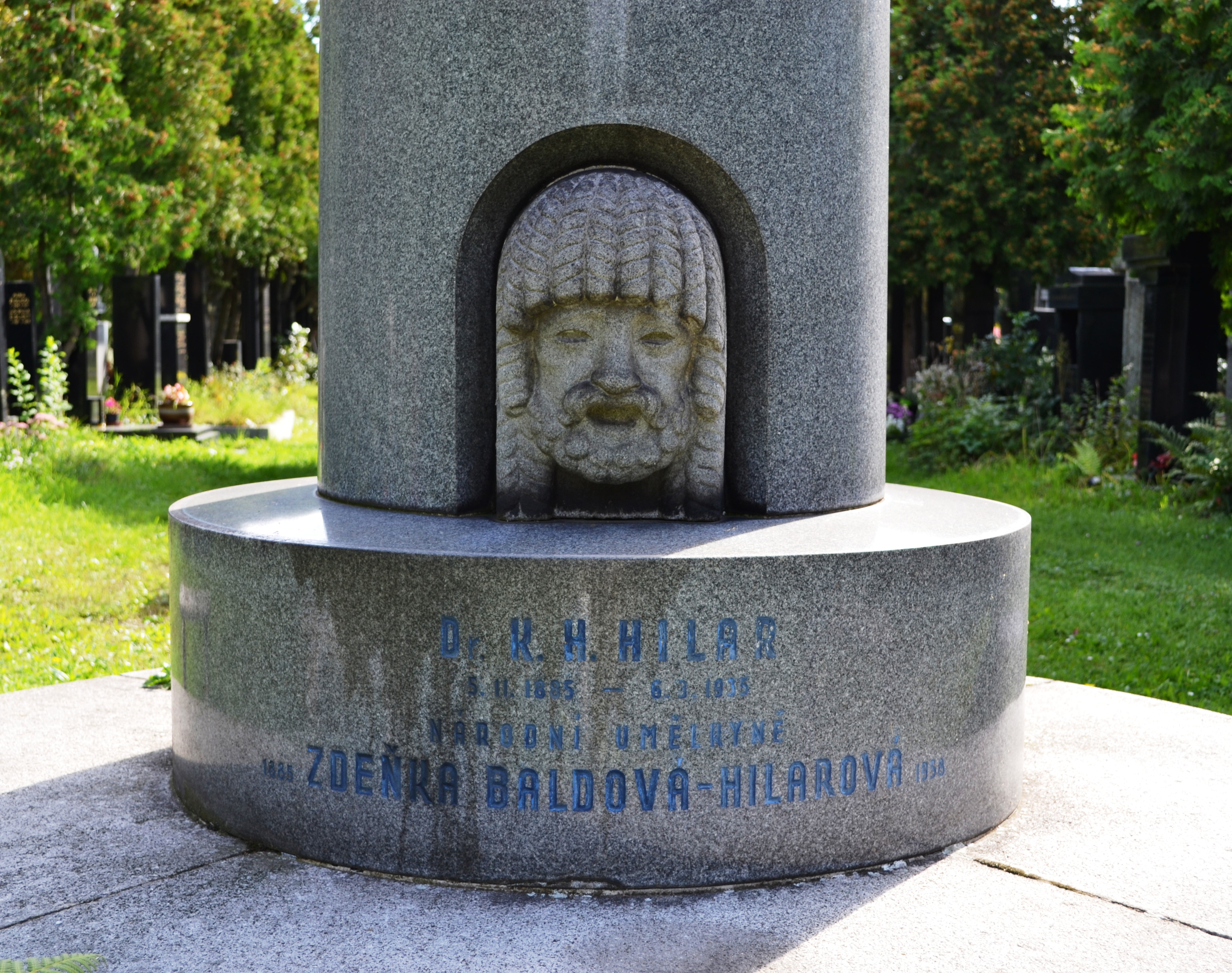
Grabmal auf dem Vinohradský hřbitov

Während ihrer Ehe unterstützte Baldova bedingungslos ihren Ehemann und fiel als Schauspielerin zunächst kaum auf, obwohl sie auch von ihrem Mann unterstützt wurde. Sie spielte zunächst Rollen naiver Mädchen und Liebhaberinnen, wie eine dürre Dienerin, eine Kammerfrau oder eine Heiratsvermittlerin und trat auch als Soubrette in einer Oper auf.
Erst nach dem Tod ihres Ehemannes 1935 entwickelte sie einen eigenen Charakter. Zuerst verfolgte sie ihren großen Traum eines Tragödienstars. Die Rollen, die sie spielte und das außerordentliche Gefühl und der Sinn für Komik führten schließlich dazu, dass sie eine der beliebtesten Schauspielerinnen in Komödien wurde. Ihre kreischende Stimme, lispelnde und zwitschernde Aussprache, wie geschaffen für komische Rollen, wurden schließlich zu ihrem Markenzeichen. Ihre Stärke lag vor allem in ihrer natürlichen Liebenswürdigkeit und ihrem Gefühl für den Schmerz der anderen. Sie schaffte es, den Typus des tschechischen Menschen in sich einzufangen und dem Publikum darzubieten.
In Filmen spielte sie meist die liebe, besorgte Mutter, Tante, Großmutter oder Nachbarin. Ihre Rollen waren menschlich und einfach. Ihre letzten zwei Filme drehte sie bereits schwer krank und am Ende ihrer physischen Kräfte.

## Auszeichnungen
- 1951 Staatspreis für schauspielerische Leistung
- 1953 Verdiente Künstlerin
- 1955 Nationale Künstlerin

## Filmographie

### Deutschsynchronisierte Filme
- 1934: Bei uns in Krähwinkel
- 1942: Valentin, der Gutmütige
- 1945: Ungeliebte
- 1953: Mond über dem Fluss
- 1955: Laß mich nur machen (Nechte to na mně)
- 1957: Keine Angst vor großen Sprüngen
- 1958: Moral der Frau Dulska

### Tschechische Filme
| - 1921: Neznámé matky - 1931: Obrácení Ferdyše Pištory - 1932: Právo na hřích - 1932: Sňatková kancelář - 1933: Revisor - 1934: U nás v Kocourkově - 1934: Na Svatém Kopečku - 1934: Poslední muž - 1934: Anita v ráji - 1936: Uličnice - 1936: Tři muži ve sněhu - 1937: Klatovští dragouni - 1937: Filosofská historie - 1937: Jarčin profesor - 1937: Harmonika - 1937: Mravnost nade vše - 1937: Lidé na kře - 1938: Jarka a Věra - 1938: Škola základ života - 1938: Ideál septimy - 1938: Děti na zakázku - 1939: Eva tropí hlouposti - 1939: Jiný vzduch - 1939: Venoušek a Stázička - 1939: Kdybych byl tátou - 1939: Žabec - 1940: Pacientka dr. Hegla - 1940: Artur a Leontýna - 1940: Přítelkyně pana ministra - 1940: Píseň lásky - 1940: Směry života - 1941: Gabriela - 1941: Tetička | - 1941: Roztomilý člověk - 1942: Ryba na suchu - 1942: Host do domu - 1942: Valentin Dobrotivý - 1942: Muži nestárnou - 1943: Bláhový sen - 1944: Neviděli jste Bobíka? - 1944: Kluci na řece - 1945: Rozina sebranec - 1946: Mrtvý mezi živými - 1946: Nezbedný bakalář - 1947: Znamení kotvy - 1947: Parohy - 1947: Křižovatka - 1949: Revoluční rok 1848 - 1949: Daleká cesta - 1952: Haškovy povídky ze starého mocnářství - 1952: Usměvavá zem - 1953: Expres z Norimberka - 1953: Večery s Jindřichem Plachtou - 1953: Měsíc nad řekou - 1954: Stříbrný vítr - 1954: Frona - 1956: Váhavý střelec - 1956: Labakan - 1956: Honzíkova cesta - 1956: Roztržka - 1956: Advent - 1956: Zaostřit, prosím! - 1956: Nezlob, Kristino! - 1957: Páté kolo u vozu - 1958: Morálka paní Dulské |